# Kombinovaná technika
Kombinovaná technika nebo smíšená technika je obecný pojem, který znamená, že grafický list byl zhotoven s využitím více tiskových technik. Používá se nejen v umělecké grafice, ale také v malbě (např. současné užití olejových a syntetických barev, mechanické zásahy do malby, kolážování, vytváření reliéfních struktur).

## Postup
Nejjednodušší možností je dvoubarevný otisk pořízený postupným tiskem z hloubky a z výšky z jedné tiskové matrice.
V 60. letech 20. století se umělci zabývali strukturální grafikou, kterou tiskli jako reliéfní tisk z asambláže nejrůznějších materiálů se zajímavou strukturou nebo např. rychleschnoucí nitrocelulózový lak v kombinaci s různými plnivy jako písek, kovové piliny, apod. Vladimír Boudník tvořil tzv. aktivní grafiku vtloukáním či lisováním nejrůznějších kovových materiálů do tiskové matrice, kterou pak naválel barvou a tiskl z hloubky.
Nejčastěji se kombinují příbuzné techniky. Např. grafické listy Václava Hollara kombinují lept a mědiryt, Salvador Dalí užíval současně akvatintu s čárovým leptem a suchou jehlou